# Il buio del mare
Il buio del mare è un romanzo in lingua italiana scritto da Ron Kubati.
Il testo, originalmente intitolato Luca, ha vinto il premio letterario "Popoli in cammino" nella sezione inediti.

## Trama
il protagonista è un bambino, il cui nome non viene mai menzionato nel corso della narrazione.
Suo padre da giovane era stato un proprietario terriero che, come molti, si era trasformato in kulak dal momento che i suoi terreni erano stati espropriati per devolverli alla collettivizzazione agricola.
Si era quindi trasferito in città ed aveva trovato lavoro presso un negozio di frutta e verdura. Un giorno viene accusato di avere un deficit e condotto al patibolo. Il figlio minore assiste all'impiccagione, poi alla settimana di lutto in cui la porta principale della casa viene lasciata aperta. Ogni volta che incontra qualcuno i passanti si sussurrano commenti e a scuola gli altri bambini lo prendono in giro, mentre le bambine lo evitano.
Per farsi coraggio beve i liquori che compra il fratello maggiore e per evitare di ricevere la sberla quotidiana dalla madre al ritorno dal lavoro, la sera fa delle lunghe passeggiate, finché in una pineta trova una casa di legno e decide di entrare dalla finestra. 
Il proprietario è un prete che ha lasciato il sacerdozio e che, meravigliato dal fatto di incontrare un bambino che si aggira da solo con il buio, lo porta in barca.
Il giovane torna altre volte ed inizia ad aiutarlo con piccole mansioni, in cambio delle quali riceve da Anton dei pesci che porta a casa per il pranzo. A quel punto la madre, dopo molto tempo, gli dà dei baci e gli augura di "salvarsi" se può.
Anton, per aiutare i ribelli sulle montagne, inizia a collaborare con il Comandante, ma una sera quest'ultimo entra in casa, il bambino si rifugia in un ripostiglio e, quando la porta viene aperta, prende un fucile e spara senza pensare.
Il Comandante muore, forse per mano di Anton a distanza, forse per un colpo del bambino. Il cadavere verrà consegnato alle acque del mare, così come il bambino, ferito e addormentato, verrà caricato su una barca dei ribelli e Anton gli dice che il suo nuovo nome sarà Luca.